# Villa Corzo
Villa Corzo là một đô thị thuộc bang Chiapas, México. Năm 2005, dân số của đô thị này là 67814 người.